# Codex Sangallensis 18

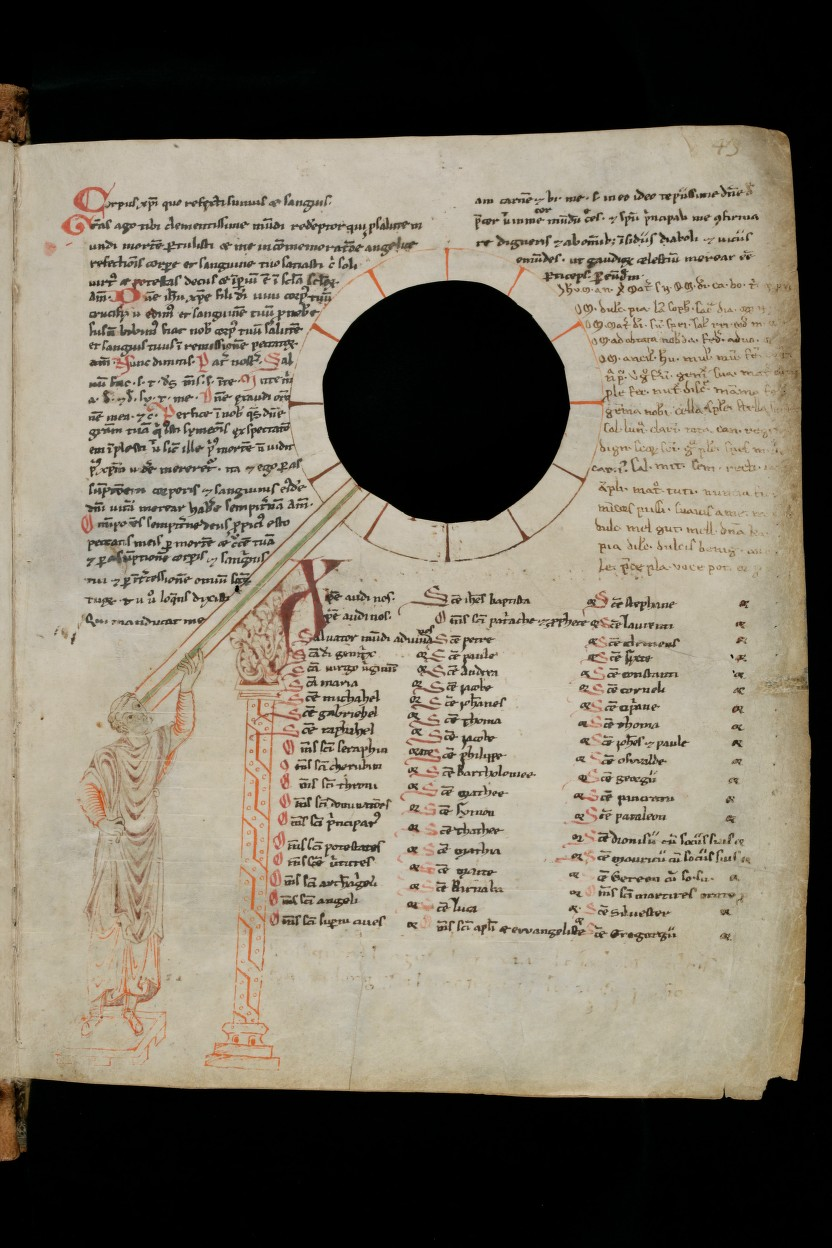
Cod. Sang. 18. S. 43. Sammelhandschrift, Sternenuhr

Der Codex Sangallensis 18 (Signatur Cod. Sang. 18) ist eine Sammelhandschrift, die in der Stiftsbibliothek St. Gallen aufbewahrt wird. Sie enthält die Sternenuhr des Pacificus von Verona. Die in alemannisch, lateinisch, deutsch, altgriechisch verfassten Texte stammen aus dem 9. bis 12. Jahrhundert.
| Aufbewahrungsort | Stiftsbibliothek St. Gallen                     |
| Entstehungsort   | St. Gallen                                      |
| Entstehungszeit  | 9. bis 12. Jahrhundert                          |
| Beschreibstoff   | Pergament                                       |
| Umfang           | 194 Seiten                                      |
| Format           | 24,5 × 17,5 cm                                  |
| Sprache          | Alemannisch, Lateinisch, Deutsch, Altgriechisch |

Der Codex besteht aus vier Einheiten und späteren Ergänzungen mit zwei Federzeichnungen. In den Gebeten und Litaneien der Teile eins und drei werden Wiborada und Fides genannt. Teil zwei enthält Hymnen von Theodulph und Venantius Fortunatus.